# Annette Kuß
Annette Kuß (* vor 1975) ist eine deutsche Opern- und Theaterregisseurin.
Annette Kuß studierte Literaturwissenschaft, Kunstgeschichte und Philosophie und schloss mit dem Magistergrad ab. Zudem absolvierte sie eine Tanzausbildung. 1997 bekam sie als förderwürdige Künstlerin vom Kortnerpreisträger Christoph Marthaler dessen Preisgeld zur Förderung. 1996 inszenierte Kuß mit „Die Nervenwaage“ von Antonin Artaud an der Volksbühne Berlin ihr erstes eigenes Stück. Es folgten weitere Inszenierungen am Staatsschauspiel Hannover, dem Schauspielhaus Zürich, Staatsschauspiel Kassel, dem Deutschen Theater Göttingen, am Theater Oberhausen, dem Theater Aachen, dem Thalia Theater Hamburg, dem Theater Meiningen und anderen Bühnen. Sie inszenierte dabei literarische Stücke, unter anderem von William Shakespeare, Roland Schimmelpfennig, oder selbst entwickelte Projekte wie „Tender Loops“ nach Gertrude Stein oder „Pussy, König der Piraten“ nach Kathy Acker. 1999 arbeitete sie mit Christoph Schlingensief an einem Projekt für Obdachlose. Seither inszeniert sie  dokumentarische Stücke wie „Happy Hour“ über den Antiaging-wahn oder „eiaskurre eiaskurre“ über das Körpergedächtnis mit älteren und demenzerkrankten Tänzern. Besondere Aufmerksamkeit erregte 2006 ihre Inszenierung „Freudendienste“. Es beruht auf Interviews mit Sexarbeiterinnen und deren Kunden und wurde in Zusammenarbeit mit dem Theater Hebbel am Ufer in Berlin im Freudenhaus Hase, also in originaler Kulisse, gezeigt. Zu ihren jüngsten Arbeiten zählen „Pais sin palabras“ in Buenos Aires, die Uraufführung des Musiktheater „Paulus“ von Thomas Jennefelt, „Scherbenpark“ und „Kind ohne Zimmer“ am Deutschen Theater in Berlin sowie „Die Perlmutterfarbe“ am Jungen Schauspiel Düsseldorf.